# Katastrofa lotu Asiana Airlines 733
Katastrofa lotu Asiana Airlines 733 – katastrofa lotnicza, która wydarzyła się 26 lipca 1993 roku nieopodal portu lotniczego w Mokpo. Boeing 737-5L9 południowokoreańskich linii Asiana Airlines uderzył w zbocze góry Ungeo. Ze 116 osób przebywających na pokładzie 68 zginęło. Katastrofa ta była największą katastrofą lotniczą pod względem liczby ofiar w Korei Południowej do czasu katastrofy lotniczej w Pusan w 2002 roku, w której zginęło 129 osób. 

## Samolot
Samolot, który uległ katastrofie to Boeing 737-5L9 o numerze rejestracyjnym HL7229, który pierwszy lot odbył 14 czerwca 1990 roku. Samolot należał do linii Maersk Air, lecz został wypożyczony do linii Asiana Airlines niespełna rok przed wypadkiem.

## Katastrofa
Planowe lądowanie miało się odbyć o 15:15. Podczas podejścia do lądowania w Mokpo panowała zła pogoda - padał rzęsisty deszcz i wiał silny wiatr. Ze względu na złe warunki atmosferyczne załoga dwukrotnie próbowała wylądować na pasie startowym nr 06 (o 15:24 i 15:28), lecz obie próby zakończyły się niepowodzeniem. Podczas trzeciego podejścia samolot zniknął z radarów. Samolot rozbił się o zbocze góry Ungeo, 7,5 kilometra na południowy zachód od lotniska, na wysokości 240 metrów. W katastrofie zginęło 68 osób, w tym obaj piloci. Był to pierwszy wypadek z udziałem Boeinga 737-500.
Dochodzenie wykazało, że główną przyczyną katastrofy był błąd pilota. Z zapisów rejestratorów było widać, że kapitan zszedł poniżej minimalnej bezwzględnej wysokości zniżania, która w tym miejscu wynosiła 1600 stóp, a samolot rozbił się na wysokości 800 stóp. Dodatkową przyczyną był brak systemu ILS na lotnisku w Mokpo, którego brak znacząco utrudnił lądowanie w warunkach ze złą widocznością. 

## Załoga i pasażerowie
W kokpicie było dwóch pilotów - kapitan Hwang In-Ki oraz drugi pilot Park Tae-Hwan. Większość pasażerów pochodziło z Korei Południowej:
| Kraj              | Pasażerowie | Załoga | Razem |
| ----------------- | ----------- | ------ | ----- |
| Korea Południowa  | 105         | 6      | 111   |
| Japonia           | 3           | -      | 3     |
| Stany Zjednoczone | 2           | -      | 2     |
| Razem             | 110         | 6      | 116   |